# William Malveisin

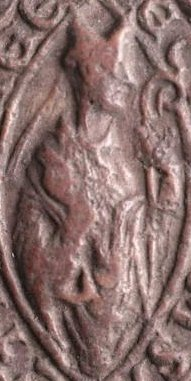
William Malveisin. Darstellung auf seinem Siegel als Bischof.

William Malveisin (auch Malvoisin; † 9. Juni oder 9. Juli 1238 in Inchmurdo bei Boarhills) war ein französischer oder britischer Geistlicher und Minister. Er diente als königlicher Kanzler von Schottland, dann als Bischof von Glasgow und schließlich als Bischof von St Andrews. Während seiner langen, über 35 Jahre dauernden Amtszeit als Bischof von St Andrews hatte Malveisin nicht nur in seinem Bistum, sondern auch für die schottische Kirche und bei der päpstlichen Kurie große Bedeutung. 

## Herkunft
Die Herkunft von Malveisin ist ungeklärt, er wurde wahrscheinlich in Frankreich oder in England geboren. Er könnte ein Sohn des namensgleichen William Malveisin gewesen sein, der ein Neffe von Graf Odo von der Bretagne gewesen war. Nach einer anderen Möglichkeit entstammte er einer Familie Malveisin, die an der Seine bei Paris lebte. Vielleicht gehörte er auch zum Gefolge von Ermengarde de Beaumont, einer Adligen aus der Normandie, die 1185 den schottischen König Wilhelm I. heiratete.

## Dienst als königlicher Kanzler und als Bischof von Glasgow
Vermutlich als junger Mann trat Malveisin in den 1180er Jahren als Schreiber in den Dienst des schottischen Königs. Zu seiner Versorgung erhielt er von 1189 bis 1193 das Amt des Archidiakons von Lothian. Am 8. September 1199 ernannte ihn der König als Nachfolger des verstorbenen Hugh of Roxburgh zu seinem Kanzler. Hugh of Roxburgh war wenige Monate zuvor zum Bischof des vakanten Bistums Glasgow gewählt worden, und wohl durch den Einfluss des Königs wurde auch Malveisin im Oktober 1199 zum Bischof von Glasgow gewählt. Für seine Weihe reiste Malveisin vor Juli 1200 nach Frankreich. Auf Anordnung von Papst Innozenz III. weihte ihn Erzbischof von Lyon, Reginald de Forez, am 24. September 1200 in Lyon zum Bischof, nachdem er am Vortag zum Priester geweiht worden war. Vor April 1201 kehrte Malveisin nach Schottland zurück. Als Bischof von Glasgow festigte er die Institution des Kathedralkapitels. Unter den Mitgliedern seines Haushalts führten mehrere Mitglieder den Titel Magister. Im Dezember 1201 nahm er am Konzil in Perth teil, das vom päpstlichen Legaten Kardinal Giovanni di Salerno einberufen worden war.

## Bischof von St Andrews

### Ernennung zum Bischof
Bereits am 20. September 1202 wechselte Malveisin auf Wunsch des Königs und vermutlich mit Zustimmung des Legaten Giovanni de Salerno als Bischof in das vakante Bistum St Andrews. Daraufhin legte er sein Amt als königlicher Kanzler nieder. Als Bischof von St Andrews trat er den Bestrebungen der Äbte von Scone und Arbroath Abbey sowie anderen Klöstern erfolgreich entgegen, die versuchten, die ihnen unterstellten Vikariate von bischöflichen Visitationen zu befreien. Um sich die Unterstützung der Kurie im Streit mit den Klöstern zu sichern, reiste Malveisin 1207 nach Rom. Dort traf er Stephen Langton, den Erzbischof von Canterbury, der einen erbitterten Konflikt mit dem englischen König Johann Ohneland führte. Malveisin gewährte dem Vater von Langton in St Andrews Zuflucht vor der Verfolgung durch den englischen König.

### Rolle im Konflikt von 1209
Um 1208 begann Philip of Poitou, der englische Bischof von Durham, mit dem Bau einer Burg in Tweedmouth, die die Zufahrt zum Tweed, dem Grenzfluss zwischen England und Schottland beherrschen sollte. Der Bischof bezeichnete die Burg als Malveisin, nach seinem für ihn bösen Nachbarn. Der Bau der Burg verschärfte die Spannungen zwischen dem schottischen König Wilhelm, der selbst Ansprüche auf das Earldom Northumberland erhob, und dem englischen König Johann Ohneland. Nach einer Ratsversammlung der schottischen Magnaten am 24. Mai 1209 in Stirling reiste Malveisin als Gesandter zum englischen König. Obwohl er dem Vater eines Gegners von Johann Ohneland Zuflucht gewährt hatte, wurde Malveisin vom englischen König als Gesandter akzeptiert. Die Verhandlungen blieben aber ergebnislos, und Malveisin musste mit der Nachricht zurückkehren, dass der englische König mit einem Heer nach Norden zog. Um einen offenen Krieg zu vermeiden, musste der schottische König mit dem englischen König verhandeln. Am 7. August 1209 musste er den Vertrag von Norham akzeptieren, in dem zwar die Zerstörung der unfertigen Burg vereinbart wurde, in dem er aber auch zu demütigenden Zugeständnissen gezwungen wurde. Malveisin war bei diesen abschließenden Verhandlungen einer der beiden Begleiter des schottischen Königs, die den Vertrag mit bezeugten.

### Weitere Tätigkeit als Gesandter
Anfang Februar 1212 gehörte Malveisin bei erneuten Verhandlungen zwischen den beiden Königen wieder zum Gefolge des schottischen Königs. Im selben Jahr soll er nach Frankreich gereist sein, wo er Verwandte besuchte. Bereits 1213 war er wieder in Schottland, wo er zusammen mit Bischof Walter von Glasgow als päpstlicher Legat zum Kreuzzug gegen die Albignenser aufrief. Am 6. Dezember 1214 führte er zusammen mit sieben schottischen Magnaten den jungen, neuen König Alexander II. zur Inthronisation nach Scone. Am 7. Juli 1215 sandte ihn Alexander II. als Gesandten zum englischen König, möglicherweise sollte er König Johann zur Einhaltung der Bestimmungen des Artikels 59 der Magna Carta drängen. Die Gesandtschaft blieb erfolglos, danach kehrte Malveisin nicht nach Schottland zurück, sondern reiste auf das europäische Festland. Dort blieb er während des folgenden Kriegs zwischen Schottland und England. Während des Kriegs wurde der südliche Teil des Bistums St Andrews von englischen Truppen geplündert und verwüstet.

### Teilnahme am Laterankonzil und Rückkehr nach Schottland
Malveisin nahm mit drei weiteren schottischen Prälaten im November 1215 am Vierten Laterankonzil teil. Er blieb in Rom, als wegen des Krieges mit England der schottische König exkommuniziert und über Schottland das Interdikt verhängt wurde. Bei der Kurie vertrat er den schottischen Standpunkt, dass der englische König gegen die Bestimmungen des Vertrags von Norham verstoßen hätte. Erst nach Abschluss des Friedens von Lambeth reiste Malveisin Ende 1217 durch England nach Schottland zurück. Vermutlich war er im Dezember 1217 in Northampton, wo Alexander II. dem neuen englischen König Heinrich III. für seine englischen Besitzungen huldigte. Erst im Januar 1218 kehrte er nach Schottland zurück, damit war er nahezu der einzige schottische Prälat, gegen den der päpstliche Legat Guala keine Strafen für seine Beteiligung am Krieg mit England verhängte. Im Juni oder Juli 1218 erteilte er dem Zisterzienserorden in Schottland, gegen die wegen Verletzung des über Schottland verhängten Interdikts hohe Kirchenstrafen verhängt worden waren, im Auftrag von Legat Guala die Absolution. An Gualas Nachfolger als Legat, Pandulf, wurde Ende 1218 der alte Streit um Verletzungen des Vertrags von Norham zur Klärung verwiesen, doch der Legat führte keine weiteren Untersuchungen durch. Stattdessen nahm Malveisin am 15. Juni 1220 in York an Verhandlungen über eine Heirat des schottischen Königs mit Johanna, einer Schwester des englischen Königs teil. Vermutlich nahm Malveisin vom 9. bis zum 11. Februar 1221 in Perth an einem Konzil teil, das der päpstliche Legat Jakob zur Finanzierung eines Kreuzzugs abhielt, und im Sommer 1221 nahm er an der Hochzeit des schottischen Königs mit Johanna von England teil.

### Führende Rolle innerhalb der schottischen Bischöfe

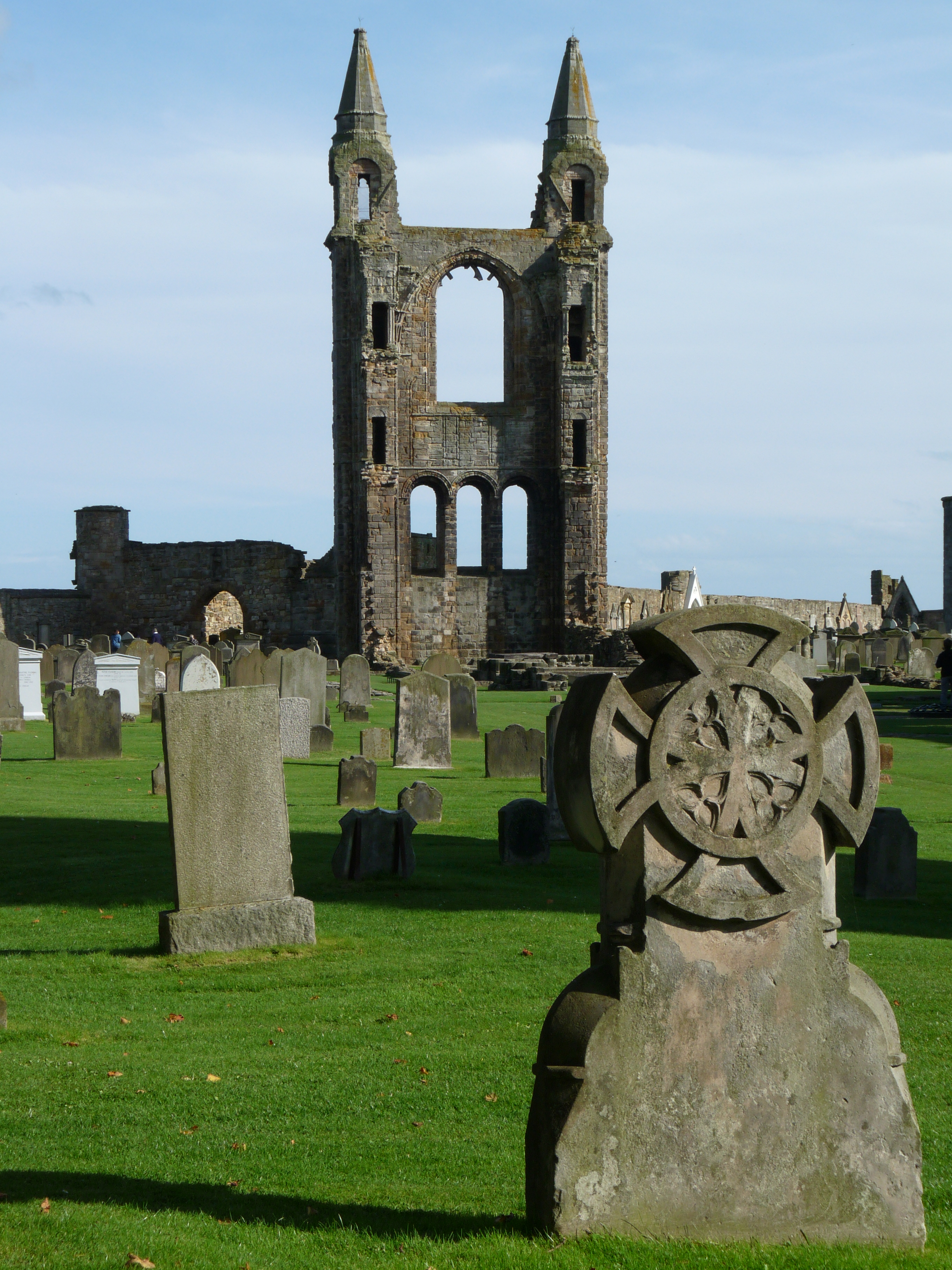
Die Ruine der während der Amtszeit von Malveisin weitergebauten St Andrews Cathedral

Die schottische Kirche unterstand seit Ende des 12. Jahrhunderts keinem Erzbischof, sondern war direkt den Päpsten unterstellt. Obwohl mehrere von der Kurie gesandte päpstliche Legaten seit 1199 Provinzialkonzile abgehalten hatten, war es aber nicht gelungen, wichtige kirchliche Reformen in Schottland einzuführen. Malveisin selbst versuchte verschiedene Reformen anzustoßen. Obwohl er keine juristische Ausbildung erhalten hatte, hatte er sich umfassende Kenntnisse des kanonischen und auch des schottischen Rechts angeeignet. Deshalb wurde er oft von der Kurie beauftragt, um kirchliche Streitfälle zu untersuchen und zu entscheiden. Er war dazu an der Gründung eines Kathedralkapitels für das nordschottische Bistum Moray durch Bischof Brice Douglas in Spynie beteiligt. Als Bischof von St Andrews beanspruchte er vergeblich das Vorrecht, die Bischöfe von Dunkeld zu weihen. Andere Bischöfe weihte er, ohne dazu vom Papst beauftragt worden zu sein. Diese Aktionen gelten als Anzeichen, dass Malveisin sich als Bischof des größten und reichsten schottischen Bistums das Amt eines Metropoliten anmaßte. Möglicherweise um diese Entwicklung zu bremsen, gestattete Papst Honorius III. den schottischen Bischöfen am 19. Mai 1225, Provinzialkonzile abzuhalten, ohne dass diese von einem Legaten einberufen werden mussten. Bis zum Tod von Malveisin fand jedoch nur ein Provinzialkonzil von 1230 bis 1231 im Bistum Brechin statt. Nach den Beschlüssen des Vierten Laterankonzils, an dem Malveisin teilgenommen hatte, war es den Kirchenprovinzen wie Schottland erlaubt, Provinzialstatuten zu erlassen. Den Bistümern war erlaubt worden, zur Durchführung von Reformen Diözesansynoden abzuhalten. Sowohl Provinzialstatuten wie auch Diözesansynoden wurden jedoch erst kurz vor Malveisins Tod ab 1237 unter dem päpstlichen Legaten Oddone in England und Schottland eingeführt.

### Tätigkeit als Bischof von St Andrews
In seinem Bistum erwies sich Malveisin als aktiver Bischof, was auch zu Spannungen mit den Geistlichen des Bistums und mit Klöstern führte. In St Andrews versuchte er, den Streit zwischen den Augustiner-Kanonikern und den traditionellen Culdeer in St Andrews zu lösen. Andererseits führte er die bereits von seinem Vorgänger als Bischof begonnene Umwandlung der Einkünfte der Culdeer in Benefiziate für Kanoniker der Kirche St Mary of the Rocks in St Andrews fort. Dann vergab er offenbar ohne Absprache mit dem Kathedralkapitel diese Benefiziate an Geistliche, von denen viele seinem eigenen großen Haushalt angehörten. Angesichts dieser Praxis beschwerte sich 1216 eine Gruppe von Kanonikern bei der Kurie über Malveisin. In den nächsten Jahren kam es zu wechselseitigen Vorwürfen, dabei wurde Malveisin vorgeworfen, noch vor seiner Bestätigung als Bischof durch den Papst Entscheidungen getroffen zu haben. Noch 1228 versuchte Papst Gregor IX., die Rechte und Einkünfte des Kathedralpriorats zu schützen, während Malveisin weiterhin versuchte, Einkünfte aus den Vikariaten zur Versorgung der Mitglieder seines Haushalts zu verwenden. 
Offenbar war Malveisin nicht besonders an theologischen Fragen interessiert. Im Allgemeinen galt er aber als pflichtbewusster, gerechter Verwalter seines Bistums, dem es gelang, mit seinem fundierten rechtlichen Wissen sowohl die Päpste wie auch die schottischen Könige auf seine Seite zu ziehen. Den Neubau der Kathedrale von St Andrews ließ er ohne großen Eifer fortführen. Es ist nicht bekannt, dass er sich ernsthaft um zusätzliche finanzielle Mittel für den Weiterbau bemühte. Angeblich soll Malveisin die nach Kloster Val-des-Choues benannte Kongregation der Valliscaulianer nach Schottland gebracht haben, was aber als unwahrscheinlich gilt, allein, weil keines der drei zu Lebzeiten von Malveisin gegründeten Klöster im Gebiet seines Bistums lag.

### Letzte Jahre und Tod
Nach 1228 verschlechterte sich die Gesundheit des Bischofs. Um 1232 wurde Malveisin noch zusammen mit zwei weiteren Bischöfen von Papst Gregor IX. beauftragt, einen neuen Bischof für das vakante Bistum Dunblane einzusetzen. Sie einigten sich auf den Dominikaner Clement, den Malveisin am 4. September 1233 in Stow zum Bischof weihte. Malveisin starb vermutlich im hohen Alter in Inchmurdo, der unweit von St Andrews gelegenen Residenz der Bischöfe. Meist wird angegeben, dass er am 9. Juli 1238 starb, doch möglicherweise starb er bereits am 9. Juni 1238. Er wurde in der Kathedrale von St Andrews beigesetzt.

### Mögliche Tätigkeit als Schriftsteller
Malveisin war vielleicht der Guillaume le Clerc, der den einzigen bekannten schottisch-anglonormannischen Roman de Fergus geschrieben hat. Der Autor beaß detaillierte Kenntnisse von Schottland, doch ob es sich tatsächlich um Malveisin handelt, kann nicht geklärt werden. Mit dem Chronisten Roger Howden war Malveisin spätestens seit 1195 persönlich bekannt. Möglicherweise legte er in St Andrews nach dem Vorbild von Howden selbst eine Chronik an, die verloren gegangen ist, aber als Vorlage für spätere Chronisten gedient hat.